# Osiedle Węzłowiec
Osiedle Węzłowiec – osiedle mieszkaniowe w Siemianowicach Śląskich, znajdujące się na terenach dzielnicy Bytków, w rejonie ulic W. Wróblewskiego i W. Jagiełły.

## Historia
Budowę osiedla mieszkaniowego Węzłowiec rozpoczęto na terenie Bytkowa w latach 70. XX wieku. Pierwsze budynki na osiedlu oddano do użytku w latach 1983–1984. Osiedle to było sukcesywnie rozbudowywane – ostatnie, mniejsze budynki na osiedlu ukończono w latach 2002–2009. W sąsiedztwie osiedla Węzłowiec w 2007 roku oddano do użytku pierwsze domy na osiedlu Planty Śląskie, mające charakter willowy wraz z dwoma budynkami apartamentowymi. Za projekt architektoniczno-urbanistyczny osiedla odpowiada zespół projektowy pracowni Konior Studio, na czele którego stał Tomasz Konior.

## Charakterystyka
Osiedle Węzłowiec zaś położone jest w Siemianowic Śląskich, w granicach dzielnicy Bytków. Zarządzane ono jest przez Siemianowicką Spółdzielnię Mieszkaniową. Siedziba administracji znajduje się przy ulicy W. Wróblewskiego 28b. Zabudowa osiedla koncentruje się w rejonie ulic: Grunwaldzkiej, Jagiellońskiej, W. Jagiełły, W. Łokietka, J. Polaczka i W. Wróblewskiego. Łącznie na osiedlu znajduje około 2 tys. mieszkań na powierzchni ok. 117,5 tys. m². Przy ulicy Grunwaldzkiej funkcjonuje Przedszkole nr 15 w Zespole Przedszkolnym nr 1. Przez osiedle Węzłowiec kursują autobusy ZTM-u. Znajdują się tutaj trzy przystanki: Węzłowiec Centrum Handlowe, Węzłowiec Jagiełły i Węzłowiec Pętla, z których odjeżdżają autobusy w kierunku pozostałych dzielnic Siemianowic Śląskich oraz do innych, niektórych miast Górnośląsko-Zagłębiowskiej Metropolii.